# ميكي ديفيس
ميكي ديفيس (بالإنجليزية: Mickey Davis)‏ مواليد 16 يونيو 1950 في بنسيلفانيا، هو لاعب كرة سلة أمريكي سابق. بدأ مسيرته الاحترافية في سنة 1971. تم اختياره من قبل فريق ميلووكي باكز خلال الدرافت. يبلغ طوله 6 قدم 7 بوصة (2.0 م). اعتزل اللعب في 1976.

## روابط خارجية
- ميكي ديفيس على موقع إن بي أي (الإنجليزية)
- ميكي ديفيس على موقع سبورتس رفرنس (الإنجليزية)
- ميكي ديفيس على موقع كلية كرة السلة في سبورتس رفرنس.كوم (الإنجليزية)
- ميكي ديفيس على موقع ريلجم (الإنجليزية)
- ميكي ديفيس على موقع بروبوليرز (الإنجليزية)